# Escuadrón 9420
El Escuadrón 9420 o Escuadrón Oka consistió en dos unidades formadas en 1942 para apoyar al Ejército Imperial Japonés en la región sur: la Unidad Umeoka, que se especializó en la peste bubónica, y la Unidad Kono, que se especializó en la malaria.
Al mando del general Kitagawa Masataka, el Escuadrón 9420 tenía como base el Hospital Permai en Tanpoi, Johor, cerca al extremo sur de la Península de Malaca, a 13 kilómetros al noreste de Johor Bahru y Singapur. Algunas evidencias indican que también existieron subunidades que operaron en Tailandia, centradas en otras enfermedades. 